# Le Prince de Galles (filme)
Le Prince de Galles (Em tradução livre para o português: O Príncipe de Gales) é um filme mudo francês de curta-metragem do gênero documentário, realizado em 1902 por Louis Lumière. Mostra o príncipe Eduardo, filho da Rainha Vitória do Reino Unido, então Príncipe de Gales e, futuramente, rei Eduardo VII.
É considerado um filme perdido. 

## Elenco
- Eduardo, Príncipe de Gales (Futuro Rei Eduardo VII do Reino Unido) ... ele mesmo